# Bitterer Schleimkopf
Der ungenießbare Bittere Schleimkopf (Cortinarius infractus) ist eine Pilzart aus der Familie der Schleierlingsverwandten (Cortinariaceae). Die Fruchtkörper erscheinen von August bis Oktober im Laub- und Nadelwald.

## Merkmale

### Makroskopische Merkmale
Der fleischige Hut ist 5–12 cm breit, gewölbt bis ausgebreitet und oft schon bald flatterig verbogen. Häufig ist der Hut auch breit gebuckelt und der Rand abrupt abgeschrägt. Die Oberfläche erscheint meist in ziemlich düsteren dunkel olivgrauen bis olivbraunen Farben. Bisweilen ist auch ein schwach violetter Schimmer erkennbar. Die Huthaut ist fein eingewachsen faserig, feucht schmierig und trocken fast glänzend und abziehbar.
Die schmalen, mäßig entfernt stehenden Lamellen sind ausgebuchtet am Stiel angewachsen. Sie sind schon jung düster rußig-oliv bis dunkelbraun und im Alter rostbraun bis olivschwarz. Zwischen den Lamellen finden sich zahlreiche Zwischenlamellen. Die Schneiden sind oft etwas heller gefärbt und fein schartig, das Sporenpulver ist rostbraun.
Der feste Stiel ist 3–8 cm lang und bis 1–2 cm breit. Er ist meist zylindrisch, kann aber auch eine keulig verdickte oder zugespitzte Basis haben. Die Stieloberfläche ist blassbraun oder in den verschiedenen Tönungen des Hutes gefärbt, die Stielspitze kann bisweilen einen violetten Schimmer haben. Die Cortina ist olivbräunlich.
Das volle, feste Fleisch ist im Hut bis zu 2 cm dick. Es ist weißlich bis grau und hat mitunter einen bläulichen Schimmer. Das Fleisch schmeckt sehr bitter und hat einen eher unauffälligen Geruch.

### Mikroskopische Merkmale
Die kurz ellipsoiden bis rundlichen und warzigen Sporen sind 7–8, manchmal bis zu 10 µm lang und 5,5–6,5 µm breit. Zystiden sind nicht vorhanden oder unauffällig basidiolenartig geformt.

## Artabgrenzung
Der Bittere Schleimkopf ist ziemlich veränderlich, von ihm sind verschiedene Varianten beschrieben. Er kann mit dem milden Olivgelben Schleimkopf (Cortinarius subtortus) verwechselt werden, der jedoch auf sauren, moorigen Böden gedeiht und einen angenehmen Weihrauchgeruch hat.

## Ökologie
Der Bittere Schleimkopf ist vor allem in Buchenwäldern zu finden. Seltener bewohnt er andere Laubwälder. Mitunter kann die Art auch in Nadelwäldern an basenreichen Stellen angetroffen werden. Daneben ist sie auch in Parks, Friedhöfen, auf Wiesen und Heiden zu finden. Der Pilz besiedelt dabei basische und neutrale, seltener saure Lehm- und Sandböden. Er ist in der planaren bis eumontanen, besonders in der submontan-montanen Höhenstufe anzutreffen.
Er bildet eine Mykorrhiza mit Laub- und Nadelbäumen, vor allem mit der Rotbuche und der Gemeinen Fichte. Die Fruchtkörper erscheinen nur in einem recht kurzem Zeitraum vom Spätsommer bis in die Mitte des Herbstes.

## Verbreitung
Der Bittere Schleimkopf ist in Nordamerika (USA) und Europa verbreitet. In West-, Mittel- und Südeuropa sowie im südlichen Nordeuropa ist er weit verbreitet und zerstreut bis ortshäufig anzutreffen. Darüber hinaus ist die Art zerstreut bis selten in Osteuropa, Norwegen und Finnland zu finden. In Deutschland kommt sie vor allem im Süden, im südlichen Niedersachsen und Thüringen  häufiger vor. Sonst kommt sie zerstreut bis selten vor.

## Systematik
Die Hutfärbung ist sehr variabel, weshalb mehrere Farbvarianten beschrieben sind. Bei der var. infractus ist die Oberfläche gelblich bis gelbbraun oder mehr dunkel oliv bei der var. anfractus. Die var. obscurocyaneus weist einen sehr dunkel olivbraunen bis olivschwarzen Hut auf. Bei der var. olivellus ist er olivgrün gefärbt. Allerdings können aus einem Myzel unterschiedlich gefärbte Fruchtkörper hervorgehen.
Innerhalb der Schleierlinge wird er in die Untergattung Cortinarius subgen. Infracti gestellt, die 2022 neu beschrieben wurde.

## Bedeutung
Der Bittere Schleimkopf ist kein Speisepilz und ist möglicherweise sogar leicht giftig.